# Долгоруков, Павел Дмитриевич
Па́вел Дми́триевич Долгору́ков (9 [21] мая 1866—10 июня 1927) — князь, русский политический деятель, один из лидеров Конституционно-демократической партии (Партии народной свободы), член II Государственной думы.

## Происхождение
Выходец из рода Долгоруковых (Крымских). Крупный землевладелец. Последний частный владелец усадьбы Волынщина (в Рузском уезде) и дворца в центре Москвы.
Родился в Царском Селе, крещен с братом-близнецом Петром 14 мая 1866 года в церкви Царскосельского дворца при восприемстве дяди В. В. Орлова-Давыдова и графини Н. Д. Протасовой. Окончил частное реальное училище Фидлера и естественное отделение физико-математического факультета Московского университета (1889).
Ни разу не состоял в браке. Имел постоянную связь с актрисой Марией Пуаре, которая, по мнению исследователей, родила ему дочь Татьяну.

## Карьера в Российской империи
В 1893—1903 — рузский (Московской губернии) уездный предводитель дворянства. Создавал просветительные учреждения в своём уезде и Москве, в 1902 был организатором учительского съезда в Москве.
С 1899 года вместе с братом Петром участвовал в кружке либеральных земцев «Беседа». Один из основателей либерального «Союза Освобождения», председатель его съезда (1904). Во время русско-японской войны был уполномоченным дворянского отряда. Принимал участие в земских и земско-городских съездах 1904—1905 годов. В 1905 году за оппозиционную деятельность был лишён придворного звания. Один из основателей кадетской партии, председатель её Центрального комитета (1905—1907), затем товарищ председателя ЦК. Руководитель Толстовского общества, Общества мира. П. Н. Милюков называл Долгорукова «кристально чистым человеком» и вспоминал, что «более безобидного и незлобивого человека трудно встретить».
В 1906 году баллотировался в I Государственную думу от Московской губернии, не был избран из-за противодействия блока октябристов и правых. Также баллотировался и прошёл по московскому списку к.д.партии, но уступил своё место учёному-экономисту М. Я. Герценштейну. В 1907 был избран членом II Государственной думы, в которой стал председателем кадетской фракции. В дальнейшем был лишён права заниматься политической деятельностью из-за привлечения к суду за раздачу во время голода и войны продовольственного капитала крестьянам своего уезда.

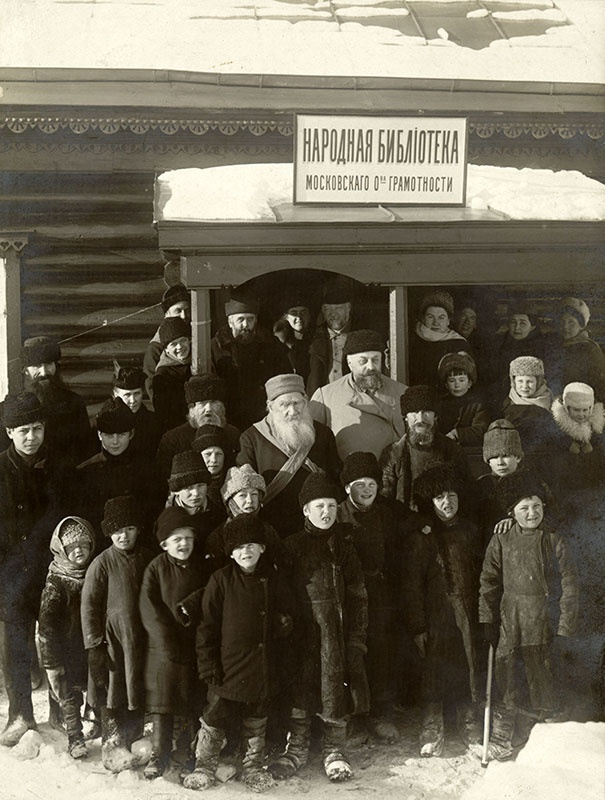
Председатель московского Общества грамотности Павел Долгоруков открывает вместе с Львом Толстым народную библиотеку в Ясной Поляне, 31 января 1910.

Будучи с юношеских лет убеждённым пацифистом (он участвовал и даже председательствовал на мировом пацифистском конгрессе в Стокгольме в начале XX века), Павел Дмитриевич пропагандировал идеи пацифизма в России, для чего ещё с конца XIX века пытался организовать пацифистское общество в России, встречая, однако, сопротивление властей. В 1909 году князю удалось основать в Москве небольшое «Общество мира» (национальное отделение международного общества с тем же названием), однако с началом Великой войны общество было закрыто, а он, как председатель его, в воззвании по поводу закрытия, призвал всех к исполнению своих гражданских повинностей, поскольку война уже объявлена:257-259.
Политические оппоненты из числа консерваторов обвиняли Долгорукова в претензиях на трон (утверждалось[кем?], что кадеты хотят сменить династию Романовых на более знатный род Долгоруковых); ходили слухи, что Павел Долгоруков может стать президентом республики в случае свержения монархии. Его также обвиняли в содействии в 1905 революционной пропаганде в Рузском уезде.
В вину Павлу Дмитриевичу ставили[кто?] его противодействие получению русским правительством займа от французских банков во время его поездки в Париж весной 1906 года. Хотя Долгоруков, как и другие кадеты, считал, что займы должны получаться только с согласия народного представительства, он, будучи государственником, был сторонником получения займа и категорически отрицал слухи о том, что он совместно с В. А. Маклаковым действовал для срыва его реализации. Только лишь в конце 1930-х — начале 1940-х годов Петру Долгорукову удалось собрать подтверждения от участников той истории — В. А. Маклакова, П. Н. Милюкова и Коковцева — что слухи об участии Павла Дмитриевича в противодействии получению займа были всего лишь непреднамеренной ошибкой, произошедшей в силу того, что французы, чьи заявления породили эти обвинения, просто особо не разбирались в «этих русских»:272-278.

## Деятельность во время революции и гражданской войны
В 1917 году исполнял обязанности председателя кадетского ЦК в Москве. В мае 1917 года поддержал уход П. Н. Милюкова из Временного правительства, в июле настаивал на том, чтобы министры-кадеты покинули правительство и выступал за установление диктатуры. Во время прихода к власти большевиков находился в Москве, все дни проводил в штабе Московского военного округа, участвуя в организации борьбы против установления советской власти. Был избран членом Учредительного собрания. В ноябре 1917 года — феврале 1918 года находился под арестом в Петропавловской крепости.
После освобождения находился на нелегальном положении, был одним из основателей и товарищем (заместителем) председателя Всероссийского Национального центра — антибольшевистской организации российских либералов. Осенью 1918 г. переехал на юг России, работал «пером и словом» в Осведомительном агентстве (ОСВАГ), созданном с целью координации политико-идеологической деятельности правительства генерала А. И. Деникина, — писал статьи в газетах и организовывал многочисленные публичные собрания и выступал на них, агитируя за безоговорочную и надпартийную поддержку армии, ведущую бескомпромиссную битву с большевизмом. Одним из последних покинул белый Новороссийск, будучи создателем и организатором «общества формирования белых отрядов», призванных пополнять ряды Добровольческой армии:290.
Находился в Крыму всё время, вплоть до эвакуации, продолжая агитацию всемерной и всепартийной поддержки сражающейся армии, для чего организовал «Объединение общественных и государственных деятелей» (ООиГД) и был его председателем:146.

## Эмигрант
С 1920 года находился в эмиграции. Был первым общественным деятелем, посетившим в декабре 1920 года Галлиполийский лагерь и выразившим Русской армии всемерную поддержку, так необходимую в тот критический момент колеблющимся. В эмиграции жил в Константинополе, Белграде, Париже, Варшаве. Продолжал участвовать в деятельности кадетской партии. Был беден, но легко переносил нищету, тосковал по России.
Осознавая, что налаженные и постоянные связи политической эмиграции со своими сторонниками в СССР отсутствуют и желая создать такие связи, а также желая показать молодому поколению эмигрантов пример «труда, подвига и жертвенности» и, наконец, своим появлением «там», желая «разбудить» находящихся под большевистским террором людей для работы по спасению Родины:331-332, в 1924 году перешёл советско-польскую границу; был задержан, но не опознан и выслан в Польшу.
Во второй раз перешёл через границу СССР и Румынии 7 июня 1926 года. Причём, на уговоры всех посвящённых в его планы лиц отказаться от этой трудной и опасной во всех отношениях затеи, он, уже старик, тучный и страдающий одышкой, отвечал:

 тот, кто посылает людей на смерть, должен сам показать пример, когда его туда зовут идти, тем более, что я одинок, стар, надо показать пример молодым:309 — Биографический очерк, написанный его братом П. Д. Долгоруковым
Долгоруков конспиративно пробыл в СССР около 40 дней (основное время в Харькове), много раз (согласно записке, которую сумел передать за границу перед самым своим арестом) был, вопреки предпринятым мерам к изменению внешности, узнан бывшими знакомыми. Был поражён (в той же записке) «запуганностью» советских граждан — те же лица, которые в 1918 году самоотверженно помогали Павлу Дмитриевичу, в 1926 году проявляли крайнее малодушие — захлопывали перед ним двери, просили больше не приходить и т. п. Был арестован 13 июля 1926 года на пути из Харькова в Москву на какой-то железнодорожной станции, возвращён в Харьковскую тюрьму ОГПУУ (ОГПУ Украины), где просидел 11 месяцев в ожидании суда и приговора, причём считалось, что наказание не может быть строгим за незначительность совершённого преступления (переход советской границы) и учитывая возраст Долгорукова. Однако он был расстрелян по «постановлению ОГПУ» в числе 20 бывших представителей знати Российской империи, находившихся в руках большевиков, «в ответ» на убийство советского полпреда в Польше П. Л. Войкова. В постановлении давалась такая «мотивировка» расстрельного приговора Долгорукова:

Долгоруков, Павел, бывший князь и крупный помещик, член ЦК кадетской партии, который после разгрома белых эвакуировался с остатками врангелевской армии в Константинополь, где состоял членом врангелевской финансовой контрольной комиссии, затем переехал в Париж, где являлся заместителем председателя белогвардейского Национального комитета в Париже, принимая руководящее участие в зарубежных монархических организациях и их деятельности на территории СССР; в 1926 году нелегально пробрался через Румынию на территорию СССР с целью организации контрреволюционных, монархических и шпионских групп для подготовки иностранной интервенции— Председатель ОГПУ Менжинский. 9 июня 1927 года. Приговор приведён в исполнение:341.
По свидетельствам неназванных источников и по слухам, достигшим эмигрантских кругов, Долгоруков перед смертью «держался мужественно и ободрял других» приговорённых к расстрелу, «кн. Долгоруков перед расстрелом потребовал, чтобы ему дали умыться, и красноармейцы хотя они исполнили его просьбу, но смеялись над ним, не зная, очевидно, что таков старинный русский обычай: по возможности прийти в могилу чистым»:343.
Бессудное убийство невинных лиц, явившееся, по своей сути, продолжением большевистской политики красного террора, вызвало многочисленные протесты по всему миру:350-352. Место расстрела и место захоронения неизвестны.

## Семья
- Отец — князь Дмитрий Николаевич Долгоруков (1827—1910).
- Мать — графиня Наталья Владимировна Орлова-Давыдова (1833—1885), дочь графа Владимира Петровича Орлова-Давыдова.
- Брат-близнец — Пётр (1866—1951).
- Дочь — Татьяна (1898—?).

## Труды
- Долгоруков П. Д. Великая разруха. Воспоминания основателя партии кадетов 1916—1926 / Л. И. Глебовская. — М.: Центрполиграф, 2007. — 367 с. — 3000 экз. — ISBN 978-5-9524-2794-5.